# Merzig (Saar)
Merzig (Saar) – główna stacja kolejowa w Merzig, w kraju związkowym Saara, w Niemczech. Posiada status 5. kategorii.
Na stacji zatrzymują się pociągi Regionalbahn i RegionalExpress.

## Połączenia
(stacje końcowe)
- Homburg
- Kaiserslautern
- Koblencja
- Mannheim
- Mettlach
- Saarbrücken
- St. Wendel
- Trewir
- Türkismühle (Nohfelden)

| Merzig (Saar)                |  |                                            |
| Linia Saarstrecke            |  |                                            |
| Fremersdorfodległość: 3,3 km |  | Merzig (Saar) Stadtmitte odległość: 1,1 km |